# Naples (Idaho)
Naples es una pequeña comunidad no incorporada en el condado de Boundary, en el extremo norte de Idaho, Estados Unidos. Está situada a 18 km al sur de la ciudad de Bonners Ferry y 37,01 km al norte de Sandpoint, siendo muy cercana a la frontera entre Estados Unidos y Canadá.
A unos 13 km de Naples tuvo lugar el asedio de Ruby Ridge de 1992, entre las agencias federales y la familia de Randy Weaver. Resultó en la muerte de tres personas, incluidos un ayudante de alguacil y dos miembros de la familia Weaver.
Lleva el nombre de la ciudad italiana (Naples es Nápoles en inglés), de donde habían venido muchos trabajadores inmigrantes que trabajaron en la construcción de la primera línea de ferrocarril a través de la región alrededor de 1890.

## Geografía
Naples está situado en 48 ° 34'19 "N 116 ° 23'41" W .
La ciudad tiene un área total de 2260,52 km², de los cuales 2248,91 km² corresponden a tierra y 11,60 km² corresponden a agua.